# Jimmy Ploegaerts
Jimmy Ploegaerts, né le 26 juillet 1984 à Seclin (Nord), est un entraîneur et ancien joueur français de basket-ball.

## Biographie
Joueur de divisions modestes, il s'oriente tôt vers le coaching.
Assistant de Corinne Benintendi à Saint-Amand de 2009 à 2013, il la remplace après la relégation du club en Ligue 2. Lors de la saison LFB 2014-2015, il est démis de ses fonctions après 13 défaites en 15 rencontres.

## Joueur

### Club
- 1988-1996 : Émerchicourt
- 1997-2007 : Hainaut Basket Escaudain (Minimes France, Cadets France, NM3 et NM 2)
- 2009-2010 : Union Avenir Basket[1]

## Entraîneur

### Club
- 1997-2000 : US Valenciennes-Orchies
- 2001-2004 : Hainaut Basket Escaudain
- 2004-2005 : US Saint-André-lez-Lille
- 2005-2007 : Union Avenir Basket
- 2007-2008 : Saint Amand PH
- 2008-2009 : Union Hainaut
- 2009-2013 : Saint-Amand HB (assistant, LFB)[1]
- 2013-2015 : Saint-Amand HB (coach, LF2)[2]
- 2015-2018 : BC Orchies (adjoint)
- 2018-2022 : BC Orchies (NM1)
- 2022-     : Étoile de Charleville-Mézières (NM2, NM1)